# Pierettes list
Pierettes list er en amerikansk stumfilm fra 1918 af Harry L. Franklin.

## Medvirkende
- May Allison - Virginia Houston
- Harry Hilliard - Perry Arnold
- Frank Currier - Lionel Houston
- Edward Connelly - Daniel Houston
- Christine Mayo - Rose Mason